# Caràdrids
La família dels caràdrids (Charadriidae) és una de les més importants de l'ordre dels caradriformes.
Agrupa ocells de mida petita a mitjana (12 a 40 cm), que presenten una ampla distribució i acostumen a tindre un bec de mida petita, més curt que el cap i inflat de l'extrem.
No presenten dimorfisme sexual i ambdós sexes s'encarreguen de la incubació.

## Taxonomia
A partir de l'any 2024, hi ha hagut un canvi important dins del gènere Charadrius. Anàlisi filogenètics revelen que un gran clade (23 espècies) de corriols atribuïts clàssicament a Charadrius tenen més relació amb en gènere Anarhynchus (dos Remedios et al. 2015 Eaton et al. 2021). Així doncs el gènere Anarhynchus ha deixat de ser monotípic.
Aquesta família ha estat classificada en 11 gèneres amb 69 espècies:
- Subfamília dels pluvialins (Pluvialinae), amb un gènere i 4 espècies.
  - Pluvialis, amb 4 espècies: daurades i pigres.
- Subfamília dels caradrins (Charadriinae), amb 5 gèneres i 15 espècies.
  - Oreopholus, amb una espècie: corriol gola-rogenc (Oreopholus ruficollis).
  - Phegornis, amb una espècie: corriol andí (Phegornis mitchellii).
  - Eudromias, amb una espècie: corriol pit-roig (Eudromias morinellus).
  - Charadrius, amb 11 espècies de corriols.
  - Zonibyx, amb una espècie: corriol caragrís (Zonibyx modestus).
  - Erythrogonys, amb una espècie: corriol pitnegre (Erythrogonys cinctus).
  - Peltohyas, amb una espècie: corriol australià (Peltohyas australis).
  - Anarhynchus, amb 24 espècies.
- Subfamília dels vanèl·lids (Vanellidae), amb 5 gèneres i 50 espècies.
  - Hoploxypterus, amb una espècie: fredeluga petita (Hoploxypterus cayanus).
  - Vanellus, amb 23 espècies: fredelugues.